# Tomares flavescens
Tomares flavescens är en fjärilsart som beskrevs av De Sagarra 1927. Tomares flavescens ingår i släktet Tomares och familjen juvelvingar. Inga underarter finns listade i Catalogue of Life.